# باول ماكليود
باول ماكليود (بالإنجليزية: Paul McLeod)‏ هو لاعب كرة قدم بريطاني في مركز الهجوم، ولد في 22 مايو 1987 في بلزهيل ‏ في المملكة المتحدة. لعب مع نادي آير يونايتد ونادي ألبيون روفرز ونادي ألوا أثليتيك ونادي دمبرتون ونادي كلايد وهاميلتون أكاديميكال.

## وصلات خارجية
- باول ماكليود على موقع قاعدة بيانات كرة القدم.إي يو (الإنجليزية)
- باول ماكليود على موقع Soccerbase.com (لاعب) (الإنجليزية)